# K'atun
Il k'atun è un ciclo del calendario maya, pari a un periodo di 7200 giorni (ossia circa 20 anni).
Ogni k'atun è formato da venti tun (periodi di circa un anno), mentre venti k'atun formano un b'ak'tun (periodo di 400 anni): questo perché i maya non seguivano un sistema decimale, bensì vigesimale (basato su 20 e i suoi multipli).

## Curiosità
Una nota attrazione estrema del parco divertimenti Mirabilandia si chiama Katun, ed è un inverted coaster ambientato in una città maya.